# 同學會 (電影)
《同學會》（英語：The Gathering），是一部於2014年上映的愛情電影。馬來西亞於2014年9月4日上映，台灣於2015年1月9日上映，香港上映日期未定。

## 劇情簡介
《同學會》是敍述男女主角借由每年舉辦的同學會，尋找對方以及當年來不及說出口的那一句話。在同學會上，無論是同校的學生時光，夢想與現實的衝突，還是那些偷藏心底，說不出口的喜歡與曖昧，一切的一切，都是那些年想念不已，捨不得放手的回憶。當中還有詼諧的中學生活趣事，精緻浪漫的純愛，動人心扉的情感，讓一場固定每年都舉辦的同學會，帶領觀眾們重回那段青春年少。

## 演員陣容
| 演員姓名 | 角色名稱 | 介紹 |
| 陳澤耀   | 方太     |      |
| 周周     | 小美     |      |
| 郭曉東   | 凱峰     |      |
| 黃仲崑   | 方朝明   |      |
| 方季惟   | 林美琪   |      |
| 朱浩仁   | 高佬     |      |
| 鄭暐誾   | 莉莉     |      |
| 陳威全   | 校長     |      |
| 葉俊亨   |          |      |
| 可晴     |          |      |
| 洪秀琴   |          |      |
| 黃葦詩   | 君兒     |      |
| 羅聲耀   | 大包     |      |

## 電影歌曲
| 曲別   | 歌名             | 演唱者          | 作詞                   | 作曲   |
| 主題曲 | 還是會想你       | 車志立 (Daniel) | 劉永輝、王禮麟、李志清 | 劉永輝 |
| 插曲   | 你是我的唯一     | 巫啟賢          | 邢增華                 | 巫啟賢 |
| 插曲   | 那一段日子       | 巫啟賢          | 巫啟賢                 | 巫啟賢 |
| 插曲   | 在世界放光芒     | 巫啟賢          | 陳佳明                 | 黎沸揮 |
| 插曲   | 我們是最好的朋友 | 巫啟賢          | 陳佳明                 | 巫啟賢 |
| 插曲   | 遺忘過去         | 巫啟賢          | 木子                   | 巫啟賢 |

## 工作人員
- 出品人：
- 製片人：
- 監製：王禮麟、楊克傑
- 導演：張清峰
- 編劇：王禮麟、徐珮詠
- 製作公司：S100娛樂有限公司、本色影片有限公司、FTG公關媒體有限公司

## 外部連結
- 同學會（台灣）的Facebook專頁
- YouTube上的同學會